# Шабагишский сельсовет
Шабагишский сельсовет — муниципальное образование в Куюргазинском районе Башкортостана.
Административный центр — деревня Шабагиш.

## История
В 2004 году часть территории сельсовета перешло в состав города Кумертау, согласно Закону Республики Башкортостан «Об изменениях в административно-территориальном устройстве Республики Башкортостан, изменениях границ и преобразованиях муниципальных образований в Республике Башкортостан» от 17 декабря 2004 года 2004 года N 125-з:

10. Изменить границы Куюргазинского района, Шабагишского сельсовета Куюргазинского района и города Кумертау согласно представленной схематической карте, передав часть территории площадью 13,2 га Шабагишского сельсовета Куюргазинского района в состав территории города Кумертау
Согласно Закону о границах, статусе и административных центрах муниципальных образований в Республике Башкортостан имеет статус сельского поселения.

## Население
| 2002  | 2009  | 2010  | 2012  | 2013  | 2014  | 2015  |
| ----- | ----- | ----- | ----- | ----- | ----- | ----- |
| 1313  | ↗1370 | ↘1340 | ↘1296 | ↘1268 | ↗1269 | ↗1280 |
| 2016  | 2017  | 2018  |       |       |       |       |
| ↘1277 | →1277 | ↘1256 |       |       |       |       |

## Состав сельского поселения
| № | Населённый пункт | Тип населённого пункта          | Население |
| - | ---------------- | ------------------------------- | --------- |
| 1 | Шабагиш          | деревня, административный центр | ↗581      |
| 2 | Холодный Ключ    | деревня                         | ↘317      |
| 3 | Канчура          | деревня                         | ↗185      |
| 4 | Холмогоры        | деревня                         | ↘121      |
| 5 | Ивановка         | деревня                         | ↗107      |
| 6 | Егорьевка        | деревня                         | ↘25       |
| 7 | Мутал            | деревня                         | ↗4        |